# Climent Picornell Bauzà
Climent Picornell Bauzà (Palma, Mallorca, 1949) és un professor i escriptor mallorquí.
És doctor en Geografia i professor emèrit de la Universitat de les Illes Balears, de la qual va ser vicerector. Autor de llibres i articles sobre didàctica de les ciències socials, geografia i cartografia de les illes Balears. El processos de canvi social han estat objecte dels seus treballs aquests darrers anys, temàtica sobre la qual ha dirigit tesis doctorals i, entre altres tasques, l'obra Turisme i societat a les illes Balears.
Des del 1983, amb un grup de cercadors va treballar molt en la restauració de la toponímia de les Illes, com que després de dos segles de topografia oficial dirigida des de Madrid, s'hi havien inserit múltiples faltes, corrupteles i males traduccions. Amb Antoni Ordinas va participar el 1992 en el capítol toponímic de la redacció d'un nou mapa topogràfic ordenat per la Conselleria d'Obres Públiques i Ordenació del Territori del Govern Balear. En va resultar l'exposició 700 anys de cartografia de les Illes Balears al Palau Solleric el març de 1986.
Ha estat director de la revista cultural El Mirall i de la revista universitària Treballs de Geografia i col·laborador de ràdio, premsa i televisió. A 2007 es va publicar Talaia Alta, un conjunt dels seus articles apareguts, majoritàriament, al Diari de Balears.
El 2008 ha publicat Jardins d'altri i Apunts del Pla de Mallorca (2009), van seguir Palma, crònica sentimental (2014), Mallorca profunda? (2015), Més Jardins d'altri i altra fullaraca (2017) i Dalt del turó (2019). En aquest darrere llibre «mescla una descripció del paisatge del Pla, conversacions fictícies amb persones de pobles que ben bé podrien ser reals i una reivindicació subtil d'una Mallorca i un costumari que desapareixen». El 2021 publica Els alens feixucs. La fi d'un món (2023) tracta d'esbrinar l'evolució recent dels municipis del Pla de Mallorca. El 2024 surt un llibre d'escrits sobre la seva ciutat: Postals de Ciutat. Caminant per Palma.